# Ugayafukiaezu
Ugayafukiaezu (鵜葺草葺不合命?), conocido en el Kojiki como Amatsuhitaka-hikonagisa-takeugayafukiaezu-no-mikoto (天津日高日子波限建鵜草葺不合命?) y en el Nihonshoki como Hikonagisa-takeugayafukiaezu-no-mikoto (彦波瀲武鸕鶿草葺不合尊?) es un kami de la mitología japonesa. Fue hijo de Hoori y Toyotama-hime, nieto de Ninigi y de Ryūjin; y padre del primer emperador de Japón, el Emperador Jinmu.
Cuando Toyotama-hime se embarazó en el Ryūgū, palacio situado en las profundidades del mar, ella decidió no dar a luz a su hijo en el océano y acudió a la playa. Hoori y Toyotama-hime construyeron una casa en dicho lugar, con un tejado hecho de plumas de cormorán, en vez de paja. Sin embargo, cuando estaban terminando el tejado, ella dio a luz. Al niño se le dio el nombre de Ugayafukiaezu (literalmente, "el tejado de cormorán alternativo a la paja que no estaba en el instante").
Mientras Toyotama-hime estaba dando a luz le dijo a Hoori que no la mirara mientras estuviera en la casa ya que al estar en un país extranjero (el mundo terrestre), cambiaría de apariencia a su forma original. Pero Hoori la desobedeció y observó a la princesa, cuya forma original era un tiburón; ella debió huir y regresar al mar y abandonó a su hijo y decidió enviar a su hermana menor Tamayori-hime para que lo criara. Otra leyenda indica que Toyotama-hime abandonó al bebé en la playa, y las lágrimas del bebé llegaron a los oídos de Tamayori-hime y ella decidió criar al bebé.
Cuando Ugayafukiaezu llegó a su adultez, se casó con Tamayori-hime y tuvo cuatro hijos: Itsu-se, Inahi, Mikenu y Kamuyamato Iwarebiko. Mikenu viajó a Tokoyo (literalmente, "el mundo normal", aunque algunos textos indican que es el inframundo), Inahi regresó al océano para estar con su madre, mientras que Itsu-se y Kamuyamato Iwarebiko lucharían por unificar Japón y el último se convertiría en el primer emperador del país.